# Charles Watson-Wentworth
Charles Watson-Wentworth (n. 13 mai 1730, South Yorkshire – d. 1 iulie 1782, Londra) a fost un politician britanic. A fost prim ministru al Marii Britanii între martie-iulie 1782 și iulie 1765-iulie 1766.
1. 1 2 3 4  Kindred Britain
2. ↑  The Peerage